# Paracles paula
Paracles paula är en fjärilsart som beskrevs av William Schaus 1896. Paracles paula ingår i släktet Paracles och familjen björnspinnare. Inga underarter finns listade i Catalogue of Life.